# Natasha Walter
Natasha Walter (20 de enero de 1967) es una escritora feminista británica y activista de los derechos humanos. Autora  de la novela, Una Vida Tranquila (2016), dos ensayos feministas no-ficción: Muñecas Vivientes: El Regreso del Sexismo (2010, Virago) y El Feminismo Nuevo (1998, Virago), y fundadora de la organización Mujeres para Mujeres Refugiadas.

## Trayectoria
Su madre Ruth Walter (apellido de nacimiento, Oppenheim) era profesora y después, trabajadora social, su padre, Nicolas Walter, un escritor anarquista en la línea del Humanismo secular. Su abuelo, William Grey Walter, se dedicó a la neurociencia. Sus abuelos maternos eran refugiados huidos de la Alemania Nazi.
Walter se graduó en inglés en Saint John's College (Cambridge), con un «Double First», y consiguió una beca Frank Knox en Harvard. Su primer trabajo fue en Vogue (revista), y posteriormente fue editora Literaria en The Independent y columnista para The Guardian. Escribió para muchas publicaciones, incluyendo ArtReview, y publicaba regularmente en BBC Two Newsnight Revisión y Radio 4  Fila de Frente. En 1999 participó en el jurado del Premio Booker y en 2013 en el premio de las Mujeres para Ficción (anteriormente el Premio Naranja).
Walter fundó en 2006 y dirigió las Mujeres de caridad para Mujeres Refugiadas que buscan asilo. En 2008 Mujeres para Mujeres Refugiadas produjeron el juego Motherland para el que Natasha Walter escribió guion basado en las experiencias de mujeres y niños en Centro de internamiento de Extranjeros. Está dirigido por Juliet Stevenson y representado en el Young Vic en 2008 por Juliet Stevenson, Harriet Walter y otros. Mujeres para Mujeres Refugiadas posteriormente trabajó en colaboración con otras organizaciones para hacer campaña contra la detención de niños inmigrantes en el Reino Unido, una política que el gobierno anunció finalizaría en 2010.
Mujeres para Mujeres de Refugiadas actualmente apoya mujeres refugiadas en el Reino Unido y campañas para acabar con la detención de mujeres que buscan asilo.
Es autora de Feminismo Nuevo, un influyente libro feminista publicado por Virago en 1998. Su libro Muñecas vivientes, también publicado por Virago, es una mirada en la resurgencia del sexismo en la cultura contemporánea.
En marzo de 2015, Natasha Walter fue profesora visitante sobre los derechos de las mujeres en Universidad de Cambridge.
Walter es también autora de una novela, Una Vida Tranquila, basada en la vida de Melinda Marling, la esposa del espía Donald Maclean en Cambridge.
En octubre de 2019, Natasha Walter estuvo arrestada por bloquear una carretera con Extinction Rebellion en la 'Rebelión de octubre' en Londres, en Trafalgar Square. Ella tuiteó: "fui una de las cientos de personas arrestadas ayer por reclamar la atención sobre la destrucción de nuestro hermoso planeta."
Natasha Walter vive en Londres con su socio y sus dos niños.

## Trabajos
- El Feminismo Nuevo (1998).
- En el Movimiento: feminismo para una generación nueva (1999). ISBN 978-1-86049-818-3
- Muñecas vivientes (2009). ISBN 978-1-84408-484-5
- Una Vida Tranquila (2016)